# (11011) KIAM
(11011) KIAM (рус. ИПМ) — типичный астероид главного пояса, открыт 22 октября 1981 года советским астрономом Николаем Черных в Крымской астрофизической обсерватории и 1 мая 2003 года назван в честь Института прикладной математики имени М. В. Келдыша РАН.

## Обнаружение и именование
(11011) KIAM
Открыт 22 октября 1981 года в Крымской астрофизической обсерватории Н. С. Черных.
КИАМ — это английская аббревиатура Института прикладной математики имени Келдыша Российской академии наук, который сыграл исключительно важную роль в теоретических исследованиях и вычислениях для астродинамики и космонавтики советской космической программы.
Оригинальный текст (англ.)11011 KIAM
Discovered 1981 Oct. 22 by N. S. Chernykh at the Crimean Astrophysical Observatory.
KIAM is the English abbreviation for the Keldysh Institute of Applied Mathematics of the Russian Academy of Sciences, which played an exceptionally important part in theoretical research and computation for the astrodynamics and cosmonautics of the Soviet space program.
Источники: 20030501/MPCPages.arc; M.P.C. 48392.

## Орбита

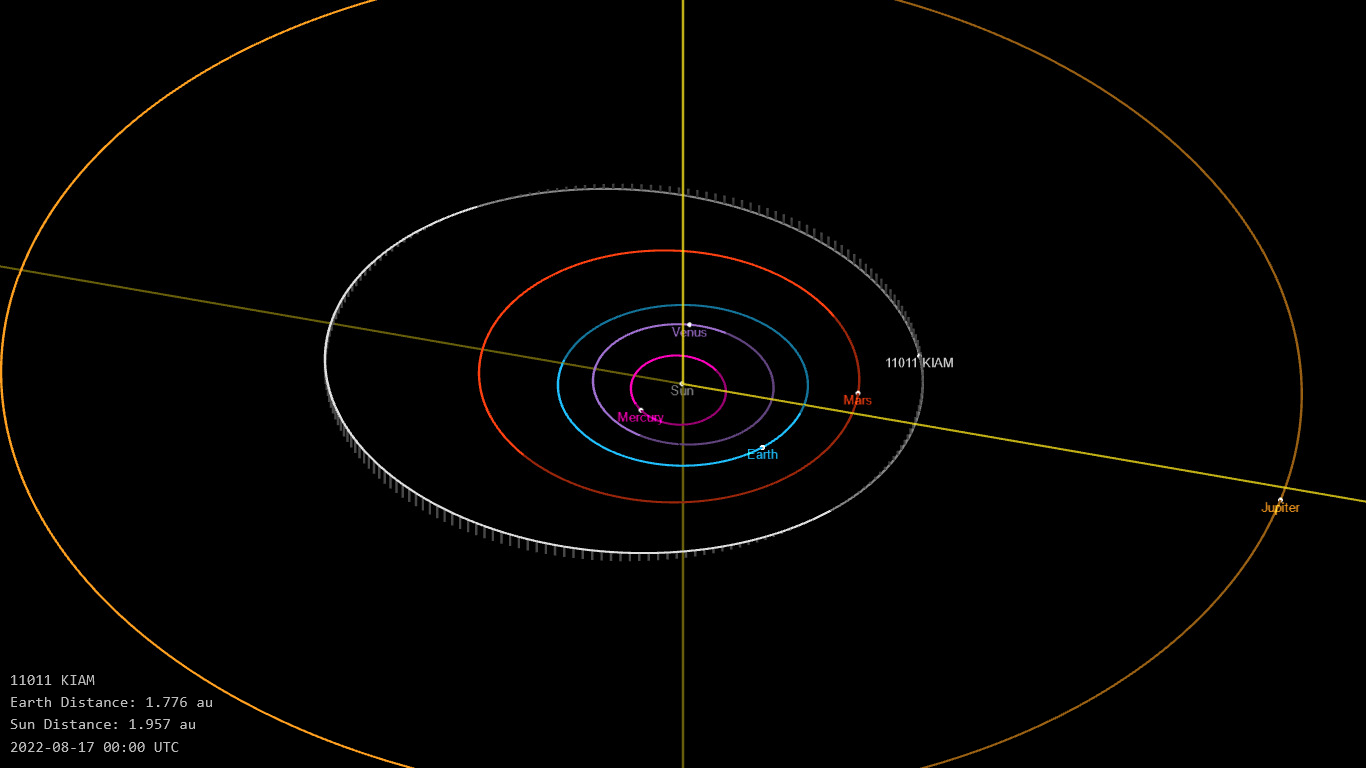
Орбита астероида KIAM и его положение в Солнечной системе

## Физические характеристики
Астероид относится к таксономическому классу X.
По результатам наблюдений в видимом и ближнем инфракрасном диапазоне космического телескопа NEOWISE диаметр астероида оценивался равным 4,624±0,407 км. Согласно тем же источникам альбедо оценивается как 0,1726±0,0550 и 0,173±0,055.